# Learjet
Learjet Company – amerykański producent niewielkich samolotów biznesowych na użytek cywilny i wojskowy. Firmę założono w późnych latach 50. XX wieku pod nazwą Swiss American Aviation Company. Obecnie właścicielem Learjeta jest kanadyjski Bombardier Aerospace pod nazwą Bombardier Learjet Family.

## Historia
11 lutego 2021 roku, kanadyjski Bombardier poinformował, iż planuje do końca 2021 roku zakończyć produkcje samolotów dyspozycyjnych Learjet. Powodem decyzji, zdaniem spółki, jest chęć skupienia wysiłków sprzedażowych na większych samolotach, oferujących możliwość przewozu większej liczby pasażerów na swoich pokładach. Bombardier jest właścicielem Learjetta od 1990 roku. Przez 58 lat funkcjonowanie firma wyprodukowała około 3000 samolotów różnych typów. Zapowiedzią problemów było fiasko programu budowy samolotu Learjet 85, którego projekt anulowano w 2015 roku. Learjet borykał się w przeciągu ostatnich kilku lat z malejącymi zamówieniami swoich maszyn. W konsekwencji, tempo produkcji spadło do jednego samolotu miesięcznie. Learjet nie był w stanie sprostać rosnącej konkurencji i agresywnej polityce cenowej innych producentów. Bombardier nie zamyka zakładów całkowicie. Zakłady w Wichita zostaną przekształcone w centrum serwisowe Bombardiera. Będzie to również centrum testowe i doskonalenie, w którym prowadzone mają być prace nad samolotami specjalnego przeznaczenia, wojskowymi maszynami rozpoznawczymi lub ewakuacji medycznej (samolot sanitarny) oraz samolotami wymagającymi specjalistycznego wyposażenia. Kanadyjska spółka zapowiada, że nadal będzie prowadziła wsparcie eksploatacyjne użytkowanych Learjetów. Ostatni Learjet 75 Liberty został przekazany odbiorcy 28 marca 2022 roku. Wyprodukowano ogółem 3055 samolotów tej rodziny.

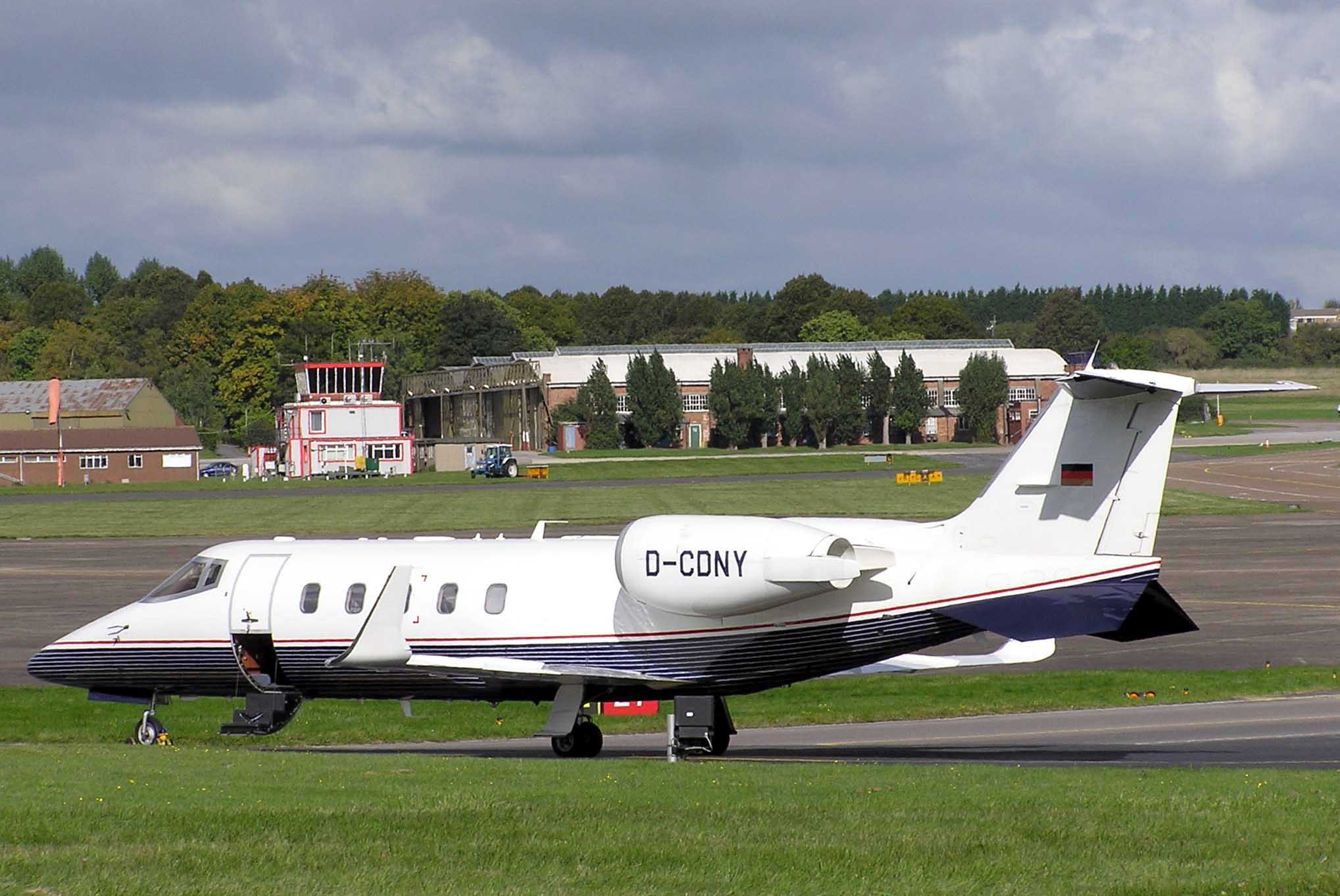
Learjet 60

## Samoloty
- Learjet 23
- Learjet 24
- Learjet 25
- Learjet 28
- Learjet 29
- Learjet 31
- Learjet 35
- Learjet 36
- Learjet 40
- Learjet 45
- Learjet 55
- Learjet 60
- Learjet 70/75
- Learjet 85